# Jack Holden
John Thomas (Jack) Holden (Bilston, 13 maart 1907 - Cockermouth, 7 maart 2004) was een Britse langeafstandsloper, die met name succesvol was op de marathon en bij het veldlopen.

## Biografie
Begin dertig jaar was Holden als baanloper meervoudig Brits kampioen. Toch behaalde hij op dit onderdeel slechts een vierde plaats op de 6 mijl tijdens de Spelen van het Britse Rijk in 1934.
De officiële wereldkampioenschappen veldlopen worden sinds 1973 gehouden. Een voorloper hiervan was de veldloop der naties. Dit kampioenschap won Jack Holden in de jaren 1933, 1934, 1935 en 1939. Tot 1939 behaalde Holden negenmaal een klassering bij de eerste tien. Na de Tweede Wereldoorlog werd hij alleen nog in 1946 eenmaal zesde.
Daarna specialiseerde Jack Holden zich in de marathon. Op de Olympische Spelen van 1948 in Londen moest hij uitstappen.
In 1950 won hij op de Spelen van het Britse Rijk in Auckland de marathon in een tijd van 2:32.57 met vier minuten voorsprong. De laatste kilometers liep hij blootsvoets, omdat zijn schoenen door de regen uit elkaar vielen. Met 42 jaar en 335 dagen was Holden tot op heden de oudste winnaar op de Gemenebestspelen, zoals deze spelen tegenwoordig heten.
In totaal won Holden vijf marathons in 1950. In augustus 1950 won hij het Europees kampioenschap in een tijd van 2:32.13. Met 43 jaar en 163 dagen was hij hiermee tevens de oudste winnaar ooit.
Jack Holden stierf in 2004, een paar dagen voor zijn 97e verjaardag.

## Titels
- Europees kampioen marathon - 1950
- Gemenebestkampioen marathon - 1950
- Internationaal kampioen veldlopen - 1933, 1934, 1935, 1939
- Brits kampioen 6 Eng. mijl - 1933, 1934, 1935
- Brits kampioen 10 Eng. mijl - 1934
- Brits kampioen veldlopen (ECCU) - 1938, 1939, 1946
- Brits kampioen marathon - 1947, 1948, 1949, 1950

## Persoonlijke records
| Onderdeel    | Prestatie | Jaar |
| ------------ | --------- | ---- |
| 3 Eng. mijl  | 14.33,8   | 1936 |
| 6 Eng. mijl  | 30.26,6   | 1932 |
| 10 Eng. mijl | 52.35,0   | 1929 |
| marathon     | 2:31.03,4 | 1950 |

## Palmares

### 6 Eng. mijl
- 1932:  Britse (AAA-)kamp. - 30.26,6
- 1933:  Britse (AAA-)kamp. - 30.32,2
- 1934:  Britse (AAA-)kamp. - 30.43,8
- 1935:  Britse (AAA-)kamp. - 30.54,6

### 10 Eng. mijl
- 1932:  Britse (AAA-)kamp. - 52.46,4
- 1934:  Britse (AAA-)kamp. - 52.21,4

### marathon
- 1946:  marathon van Wolverhampton - 2:46.34
- 1947:  Britse (AAA-)kamp. - 2:33.20,2
- 1947:  marathon van Kosice - 2:37.10,7
- 1947:  marathon van Sheffield - 2:41.55,8
- 1947:  marathon van Dudley - 2:53.26
- 1948:  marathon van Tipton - 2:36.13
- 1948:  Britse (AAA-)kamp. - 2:36.44,6
- 1948: DNF OS
- 1949:  Britse (AAA-)kamp. - 2:34.10,6
- 1949:  marathon van Sheffield - 2:41.55
- 1949:  marathon van Chiswick - 2:42.54,2
- 1949:  marathon van Enschede - 2:20.52 (te kort parcours)
- 1950:  Britse (AAA-)kamp. - 2:31.03,4
- 1950:  EK in Brussel - 2:32.13
- 1950:  Gemenebestspelen - 2:32.57
- 1950:  marathon van Chiswick - 2:33.07
- 1950:  marathon van Coventry - 2:38.23,6